# Ferdinand Wedemhove
Ferdinand Wedemhove (* um 1640 in Münster; † 10. August 1708 in Calle) war ein kurkölnischer Richter und Hofmaler.

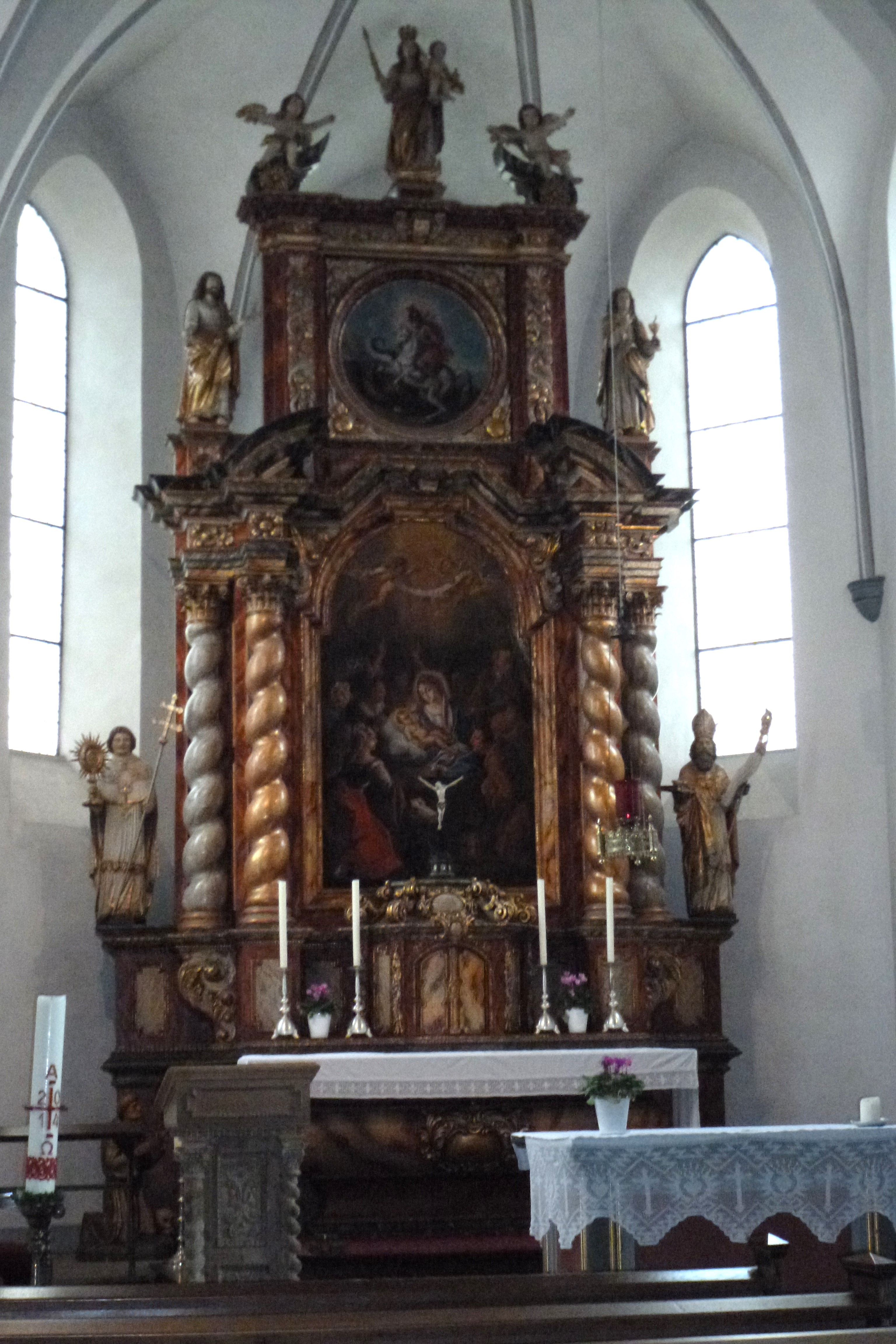
Hochaltar Stadtkapelle Arnsberg

## Leben
Ferdinand Wedemhove stammte aus einer angesehenen Bürgerfamilie in Münster, die die Wedemhove in Appelhülsen seit 1533 zu Lehen hatte. Sein Vater Christian Wedemhove war fürstlicher Rat und Richter. Die Mutter Anna Maria Tegeder war Tochter des Gografen von Telgte und Sekretärs des Domkapitels in Münster Heinrich Tegeder. Über seine Ausbildung zum Dr. jur. und die frühen Jahre von Ferdinand Wedemhove ist nichts bekannt. Er war mit Brigitta Elisabeth Boeckhorst (auch Boickhorst oder Borghorst) verheiratet. Sie verstarb am 15. Januar 1697. Diese war eine Tochter des Barockmalers Jan Boeckhorst. Aus der Ehe gingen mehrere Töchter hervor. Anna Sybilla verstarb am 1. November 1680.
Wedemhove muss Rechtswissenschaften studiert haben, da seit 1676 seine Tätigkeit als kurkölnischer Richter an den Gerichten Calle, Meschede und Remblinghausen belegt ist. Ebenso war er Richter in münsterschen Wolbeck und Hofkammerrat im Hochstift Münster. Nach dem Schatzungsregister von 1685 lebte er in Haus Niederberge und verfügte über ein beträchtliches Gesinde. Er bewohnte den dortigen Rittersitz, der seit 1670 zum kurfürstlichen Tafelgut gehörte. Später lebte er auf Gut Stockhausen. Er ist dort auch als Pächter belegt.
Als Hofmaler wirkte Wedemhove vor allem als Kirchenmaler. Überliefert sind in der Alten Kirche in Warstein die Bilder des Hochaltars (Auferstehung Christi und Himmelfahrt Christi). Möglicherweise orientierte er sich bei seinem Malstil am Vorbild seines Onkels Jan Boeckhorst. In der Stiftskirche in Fritzlar befinden sich fünf Altargemälde von Wedemhove. In der Stadtkapelle St. Georg in Arnsberg befinden sich die Hochaltarbilder Anbetung der Hirten und das Bild des Heiligen Georg. Im Kloster Marienfeld befindet sich ebenfalls ein Gemälde Anbetung der Hirten. Im Kaiserschlafzimmer von Schloss Nordkirchen hängt das Historienbild Der Opfertod des Marcus Curtius. Auch dies wurde Wedemhove zugeschrieben. Es handelt sich um ein Spätwerk, das vor 1706 entstanden sein muss.
Als Hofmaler bezog er 1667 nach der Jahresrechnung des Oberkellners Dietrich Gaudenz Dücker ein Jahreseinkommen von 300 Talern. Der Kellner selbst erhielt nur 200 Taler.
Ferdinand Wedemhove und seine Frau ließen 1686 die Hallohkapelle auf dem Berg Halloh zwischen Calle und Berge erneuern. Die von ihm gestifteten Messen wurden bis 1910 gehalten. Die Kapelle ist noch immer Ziel von Pilgern. Umstritten ist, ob die Kapelle von ihm zur Sühne an der Stelle errichtet wurde, an dem zuvor vermeintliche Hexen verbrannt worden waren. Da dort zuvor bereits eine Kapelle gestanden hatte, ist dies zweifelhaft. Richtig ist aber, dass dort die Hinrichtungsstätte des Caller Gerichts war. Die ursprünglichen Decken- und Altargemälde von ihm wurden später zu einem großen Teil übermalt.